# Сирчан
Сирчан (*XII ст.—1125) — половецький хан, очільник придонецької орди (Донецької конфедерації кипчаків).

## Життєпис
Походив з роду правителів половецького племені ольберлю. За різними версіями був сином або небожем хана Шарукана, можливо, був сином Сугра. Є також версія, що Сирчан був молодшим братом Шарукана. Можливо, брав участь у походах Шарукана проти руських князівств.
Після смерті Шарукана та Сугра близько 1107 року замість Атрака став новим ханом орди ольберлю. За іншою версією, став ханом після Атрака у 1116 році після поразки останнього від війська Ярополка Володимировича.
Продовжив боротьбу з Володимиром Мономахом, якого підтримував рід кай на чолі з Аєпою та його синами. Втім після поразки 1107 року Шарукана і Сугра від руських князів володіння Сирчана обмежувалися сальськими і кубанськими степами, поступившись місцевостями біля Сіверського Дінця. Згодом обійняв області на Лівобережжі Дону.
У 1125 році після смерті Воломира Мономаха брати (або кузени) Атрака повернулися з Грузії. У зв'язку з цим пов'язана легенда (міститься в Галицько-Волинському літописі): Сирчан послав до Атрака свого співака Ора. Прибувши до Грузії за дорученням Сирчана, Ор піснями та пахощами «євшан-зілля» переконав Атрака повернутися на батьківщину.
Невідомо, сам чи з Атраком атакував Переяславське князівство, але зазнав поразки у битві біля Полкстіня від Ярополка Володимировича. Того ж року в битві біля річки Сухий Торець зазнав нищівної поразки від спільних військ Мстислава Великого та Ярополка Володимировича, в якій Сирчан загинув.